# D. Agostinho da Cruz
D. Agostinho da Cruz (ca. 1590-1633) foi um monge agostinho do Mosteiro de Santa Cruz de Coimbra. Foi compositor, instrumentista e autor de tratados teóricos.

## Vida
D. Agostinho da Cruz (ca. 1590-1633) foi um monge agostinho do Mosteiro de Santa Cruz de Coimbra. Foi um compositor e tratadista português.
D. Agostinho da Cruz, ou Fr. Agostinho da Cruz, recebeu o hábito monástico a 12 de Setembro de 1609. Foi Mestre de Capela no Mosteiro de São Vicente de Fora, casa-irmã do Mosteiro de Santa Cruz de Coimbra. Compilou um volume de música, em 1639, sobre o órgão e a rebeca (instrumentos que tocava), e dedicou-o ao rei D. João IV, e a João de Mascarenhas, conde de Santa Cruz, intitulado: "Lyra de Arco, ou Arte de tanger Rabeca". Em 1632 escreveu dois tratados de música, um sobre a questão do cantochão, e o outro sobre polifonia, ambos dedicados ao rei. Nenhum destes tratados foi impresso, e os respectivos manuscritos perderam-se irremediavelmente. O primeiro intitulava-se "Artes do Cantochão por estylo novo", e o segundo, "Prado musical para Órgão, dedicado à Sereníssima Majestade d'El-Rei D. João IV", bem como outra "Arte de Órgão com figuras mui curiosas", composta como as antecedentes, em 1632, e dedicada também ao rei.

## Obra
Na Biblioteca Pública Municipal do Porto existe uma peça para órgão de D. Agostinho da Cruz, no manuscrito Livro de Frei Roque da Conceição, datado de 1695, onde, entre os fólios 115-117, existe um Tento do 4º Tom de sua autoria. A peça no entanto está impraticável porque foi mal transcrita pelo copista, e apresenta-se cheia de erros, quer de harmonia e contraponto, quer no que diz respeito à musica ficta, também chamada de semitonia sob-intelecta.
Macario Santiago Kastner publicou ainda, no volume 1 da sua "Silva Ibérica", um Verso do 8º Tom do compositor.